# Johann Friedrich Fleischberger
Johann (Hans) Friedrich Fleischberger (getauft 6. März 1631 in Nürnberg; begraben 19. Mai 1665 ebenda) war ein deutscher Kupferstecher.

## Leben
Johann Friedrich Fleischberger war ein Sohn des Tuchgewandten Hans Georg Fleischberger. Am 11. Juni 1655 heiratete er Anna Maria (begraben 1692), mit der einen Sohn und eine Tochter bekam. Von 1657 bis zu seinem Tod 1665 war er als Kupferstecher im Ämterbüchlein von Nürnberg eingetragen. Er wohnte beim Plobenhof (an der Museumsbrücke Richtung Hauptmarkt).

## Werk
Aus Johann Friedrich Fleischbergers Gesamtwerk sind insbesondere eine Reihe von Porträtstichen bekannt. Kunsthistoriker Theodor Hampe stufte diese Arbeiten als „mittelmäßig“ ein. Eine „etwas höhere Kunst“ bescheinigte er den Blumengewinden, mit denen Fleischberger die zwölf Blätter der Weigelschen Ausgabe von Johann Neudörffers Gründliche Fundament und circular. Austheilung und Aufriss der alten romanischen Versalien (Nürnberg 1660) illustrierte. Fleischberger steuerte auch Kupferstiche der vier großen Propheten zur 4. Auflage der Weimarer Bibel (1652) von Wolfgang Endter bei.
Werke von Fleischberger befinden sich unter anderem in der graphischen Sammlung des Germanischen Nationalmuseums, der Porträtsammlung der Herzog August Bibliothek Wolfenbüttel, der Kunstsammlungen der Veste Coburg, der Staatlichen Graphischen Sammlung München, im Kupferstichkabinett des Herzog Anton Ulrich-Museums, in der Wissenschaftlichen Bibliothek der Stadt Trier, in der Porträtstichsammlung der Universitätsbibliothek Leipzig, im Porträtarchiv des LWL-Museums für Kunst und Kultur, in der Handschriftenabteilung der Staatsbibliothek zu Berlin, in der Porträtsammlung der Österreichischen Nationalbibliothek und im British Museum.
Werke (Auswahl)

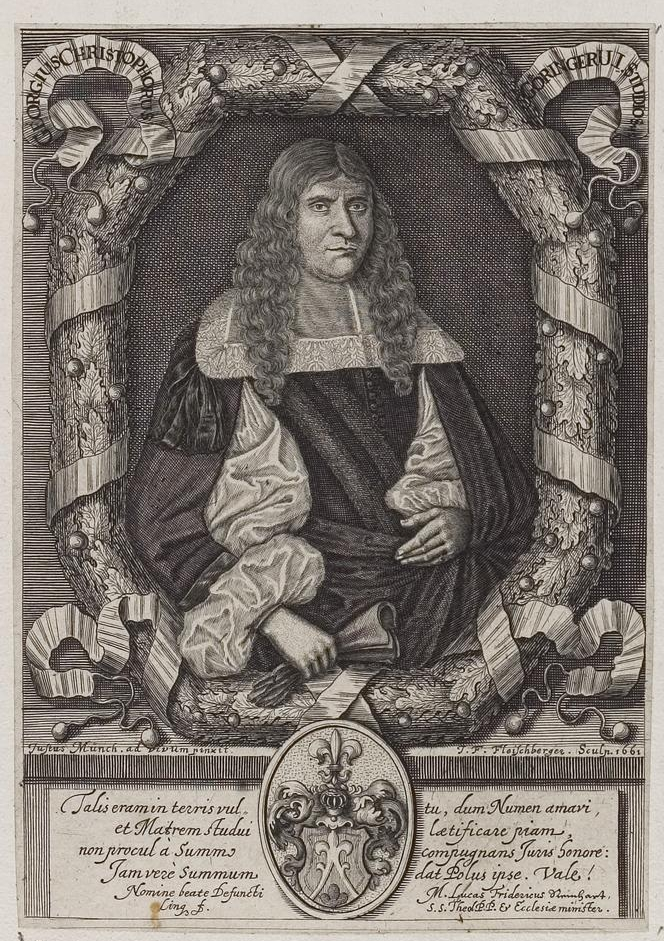
Bildnis des Georgius Christophorus Göringerus (1661)

Soweit nicht anders beschrieben, handelt es sich um Kupferstiche.
- Bildnis des Philipp Camerarius, 1651, 316 × 182 mm, LWL-Museum für Kunst und Kultur
- Bildnis des Henricus Scheidemannus, 1652, 220 × 138 mm, Germanisches Nationalmuseum
- Bildnis des Johann Michael Dilherr, 1653, 153 × 99 mm, Staatsbibliothek zu Berlin
- Bildnis der Sophia Müllerin (geb. Wernlein, Ehefrau des Nürnberger Kaufmanns Heinrich Müller), 1660/1665, 175 × 130 mm, Staatsbibliothek zu Berlin
- Bildnis des Georgius Christophorus Göringerus (Georg Christopher Göringer, 1635–1661, Jurastudent in Altdorf), 1661, 183 × 129 mm, Universitätsbibliothek Leipzig
- Bildnis des Iosua Hager (Josua Hager; 1602–1666; Prediger in Nürnberg-Wöhrd), um 1661, 273 × 204 mm, Staatsbibliothek zu Berlin
- Bildnis des Sebastianus Heinlinus (Sebastian Hainlin; 1594–1663; Arzt in Nürnberg), 1663/1665, Kupferstich und Radierung, 189 × 137 mm, Kunstsammlungen der Veste Coburg
- Bildnis des Sigismundus Faber (Sigismund Faber; 1599–1669; evangelischer Pfarrer in Henfenfeld, später Hersbruck), 1669, 237 × 136 mm, Universitätsbibliothek Leipzig
- Bildnis des Vitus Burgerus (Veit Burger; 1544–1616; Lehrer und Rektor der Nürnberger Lorenzer-Schule), 185 × 120 mm, Universitätsbibliothek Leipzig
- Bildnis des Friderich Dintner (Friedrich Dintner; † 1485; Patrizier in Nürnberg), Kupferstich und Radierung, 305 × 188 mm, LWL-Museum für Kunst und Kultur
- Bildnis des Michael Dürrius (Michael Dürr; * 1594; Konrektor der Hl. Geist-Schule und Kantor in Nürnberg), 170 × 117 mm, Staatsbibliothek zu Berlin
- Bildnis der Anna Katharina Heldius (Anna Katharina Felwinger, geb. Held; Nürnbergerin, Ehefrau von Johann Paul Felwinger), Radierung und Kupferstich, 118 × 70 mm, Germanisches Nationalmuseum
- Bildnis des Balthasarus ab Herden (Balthasar von Herden; 1549–1619; Arzt in Nürnberg), Kupferstich und Radierung, 165 × 116 mm, Universitätsbibliothek Leipzig
- Bildnis des Gregor Horstius, 285 × 170 mm, Staatsbibliothek zu Berlin
- Bildnis des Johann Löffelholz von Kolberg (1448–1509; Rechtsgelehrter und Humanist), 160 × 110 mm, Kunstsammlungen der Veste Coburg
- Bildnis des Iohannes Rist, 146 × 94 mm, Staatsbibliothek zu Berlin
- Bildnis des Ioannes Philippus von Schönborn, 184 × 134 mm, Staatsbibliothek zu Berlin
- Erdmuthe Sophia von Brandenburg-Bayreuth, 325 × 229 mm, Herzog Anton Ulrich-Museum